# Sam Jones (basketballer, 1978)
Samuel Jones III (Chicago, 29 april 1978) is een Amerikaans-Nederlands basketbalcoach en voormalig basketballer. In zijn spelersloopbaan speelde hij eerder ook voor deze club uit Den Bosch en in het Nederlands nationaal basketbalteam, nadat hij een Nederlands paspoort ontving.

## Erelijst

#### Als speler
Nederland
- 2x Landskampioen (2006, 2007)
- 2x All-Star (2005, 2007)

#### Als coach
- Landskampioen (2015)
- NBB-Beker (2016)
- Supercup (2013)